# The Crown (5.ª temporada)
A quinta temporada de The Crown, que segue a vida e o reinado da rainha Elizabeth II, foi lançada pela Netflix em 9 de novembro de 2022, primeira temporada da série a ser lançada após a morte do príncipe Phillip em 9 de abril de 2021 e a morte da rainha Elizabeth II em 8 de setembro de 2022.
Imelda Staunton estrelou como a Rainha, junto com os principais membros do elenco Jonathan Pryce, Lesley Manville, Jonny Lee Miller, Dominic West e Elizabeth Debicki. Todos os membros do elenco são novos na série; esta temporada marcou a segunda e última reformulação de The Crown, seguindo as outras fases que foram lideradas por Claire Foy (temporadas 1 e 2) e Olivia Colman (temporadas 3 e 4).

## Elenco

### Principal
- Imelda Staunton como Rainha Elizabeth II [1]
  - Claire Foy como a jovem rainha Elizabeth II
- Jonathan Pryce como Príncipe Philip, Duque de Edimburgo, marido de Elizabeth II[1]
- Lesley Manville como Princesa Margaret, Condessa de Snowdon, irmã mais nova de Elizabeth II[1]
  - Vanessa Kirby como a jovem princesa Margaret
- Dominic West como Charles, Príncipe de Gales, filho mais velho de Elizabeth e Philip e o herdeiro aparente [1]
- Jonny Lee Miller como John Major, primeiro-ministro britânico de 1990 – 1997[1]
- Olivia Williams como Camilla Parker Bowles, amante de longa data de Charles [2]
- Claudia Harrison como Anne, Princesa Real, segunda filha e única filha de Elizabeth e Philip[3]
- Natascha McElhone como Penny Knatchbull, Lady Romsey, esposa de Lord Romsey, primo em segundo grau do príncipe Charles
- Marcia Warren como Rainha Elizabeth, a Rainha Mãe, viúva do Rei George VI, mãe de Elizabeth II e Margaret [4]
- Elizabeth Debicki como Diana, Princesa de Gales, esposa de Charles[1]

#### Participação de Destaque
Esses atores são créditados nos títulos de abertura dos episódios em que desempenham um papel significativo:
- Salim Daw como Mohamed Al-Fayed, milionário egípcio e pai de Dodi Al-Fayed [5]
  - Amir El-Masry como o jovem Mohamed Al-Fayed [6]
- Khalid Abdalla como Dodi Al-Fayed, um aspirante a cineasta e futuro amante de Diana, que morreu ao lado dela em um acidente de carro em 1997 [7]
- Alex Jennings como Príncipe Edward, Duque de Windsor, tio paterno de Elizabeth II e ex-rei do Reino Unido que renunciou ao trono em 1936
  - Adam Buchanan como o jovem Edward, Príncipe de Gales
- Lia Williams como Wallis, Duquesa de Windsor, tia paterna de Elizabeth II por casamento e esposa americana do Duque de Windsor
- Timothy Dalton como Peter Townsend, o homem que Margaret esperava se casar [8]
  - Ben Miles como o jovem Peter Townsend
- Prasanna Puwanarajah como Martin Bashir, o jornalista que conduziu uma entrevista polêmica com a Princesa de Gales[9]
- Bertie Carvel como Tony Blair, primeiro-ministro britânico de 1997 – 2007[10]

### Recorrente
- Flora Montgomery como Norma Major, esposa de John Major [11]
- Andrew Havill como Robert Fellowes, secretário particular da rainha e cunhado da princesa Diana[12]
- James Murray como o príncipe Andrew, Duque de York, terceiro filho de Elizabeth e Philip[12]
- Senan West como o Príncipe William de Gales, filho mais velho de Charles e Diana e o segundo na linha de sucessão ao trono britânico.[13]
  - Timothée Sambor como o jovem William de Gales
- Humayun Saeed como Dr. Hasnat Khan, amante de Diana entre 1995-1997 [14]
- Lydia Leonard como Cherie Blair, esposa de Tony Blair[15]
- Jude Akuwudike como Sydney Johnson, escudeiro do Duque de Windsor
  - Joshua Kekana como jovem Sydney Johnson
- Oliver Chris como Dr. James Colhurst, amigo íntimo da princesa Diana
- Jamie Glover como Patrick Jephson, secretário particular da princesa Diana
- Alastair Mackenzie como Richard Aylard, secretário particular do príncipe Charles
- Anatoliy Kotenyov como Boris Yeltsin, o presidente da Rússia
- Phil Cumbus como Charles Spencer, Earl Spencer, irmão mais novo da princesa Diana
- Richard Rycroft como George Carey, Arcebispo de Canterbury
- Hanna Alström como Heini Weathén, a segunda esposa de Mohamed Al-Fayed
- Michael Jibson como Steve Hewlett, editor do An Interview with HRH The Princess of Wales

### Convidados
- Emma Laird Craig como Sarah, Duquesa de York, esposa de Andrew[12]
- Sam Woolf como o Príncipe Edward, filho mais novo de Elizabeth e Philip[11]
- Will Powell como Príncipe Harry de Gales, filho mais novo de Charles e Diana e o terceiro na linha de sucessão ao trono britânico
  - Teddy Hawley como o jovem Harry de Gales
- Chayma Abdelkarimi como Samira Khashoggi[16]
- Philippine Leroy-Beaulieu como Monique Ritz, viúva de Charles Ritz[17]
- Theo Fraser Steele como Timothy Laurence, segundo marido da princesa Anne
- Richard Dillane como Rei George V, pai de Edward VIII e George VI e avô paterno de Elizabeth II
- Candida Benson como Rainha Mary, esposa de George V, mãe de Edward VIII e George VI e avó paterna de Elizabeth II
- Daniel Flynn como Andrew Parker Bowles, marido de Camilla
- Aleksey Diakin como Nicolau II da Rússia, czar da Rússia e primo materno de George V
- Anja Antonowicz como Alexandra Feodorovna czarina da Rússia e prima paterna de George V
- Anastasia Everall como a Grã-duquesa Olga Nikolaevna da Rússia, filha mais velha de Nicolau II e Alexandra
- Julia Haworth como a Grã-duquesa Tatiana Nikolaevna da Rússia, segunda filha de Nicolau II e Alexandra
- Amy Fourman como a Grã-duquesa Maria Nikolaevna da Rússia, a terceira filha de Nicolau II e Alexandra
- Tamara Sulkhanishvili como a Grã-duquesa Anastasia Nikolaevna da Rússia, a quarta filha de Nicolau II e Alexandra
- William Bilestsky como Alexei Nikolaevich, Tsesarevich da Rússia, único filho de Nicolau II e Alexandra
- Elliot Cowan como Norton Knatchbull, Lord Romsey, neto de Lord Mountbatten
- Edward Powell como Nicholas Knatchbull, filho de Lord e Lady Romsey
- Elodie Vickers como Alexandra Knatchbull, filha de Lord e Lady Romsey
- Anatoly Kotenev como Boris Yeltsin, presidente da Rússia
- Maria Shimanskaya como Naina Yeltsina, primeira-dama da Rússia

## Episódios
| N.º geral | N.º na temp. | Título                                                       | Dirigido por        | Escrito por                       | Lançamento            |
| --- | ------------ | ------------------------------------------------------------ | ------------------- | --------------------------------- | --------------------- |
| 41 | 1            | "Queen Victoria Syndrome" "Síndrome da Rainha Victória" (BR) | Jessica Hobbs       | Peter Morgan                      | 9 de novembro de 2022 |
| Em 1953, a rainha lança o iate real HMY Britannia. Em 1991, a rainha e o príncipe Philip embarcam em uma viagem a bordo do Britannia em torno das águas britânicas, enquanto Charles e Diana fazem uma viagem à Itália que é marcada como sua segunda lua de mel. Diana está irritada porque Charles convidou seu primo Norton Knatchbull e sua família. Phillip percebe que o Britannia já passou de seu auge e precisa de reparos caros. O Sunday Times publica uma história de que o público britânico é a favor de uma abdicação, citando que a rainha tem "síndrome da rainha Victória" e está no trono há muito tempo. Para desgosto de Diana, a viagem dela com Charles é interrompida. Charles tem uma reunião com o primeiro-ministro John Major sobre o artigo do jornal. A rainha toma conhecimento da história antes de encontrar Major no Castelo de Balmoral. Ela pede ao governo para cobrir os custos de reparo do Britannia, mas Major está relutante em usar dinheiro público em luxos percebidos da família real. A rainha pressiona Major, que cede. Major vai ao Ghillies Ball, onde os membros mais velhos da família confiam a ele seus problemas. Major expressa sua preocupação com sua esposa Norma que a família real está desmoronando. |              |                                                              |                     |                                   |                       |
| 42 | 2            | "The System" "O Sistema" (BR)                                | Jessica Hobbs       | Peter Morgan                      | 9 de novembro de 2022 |
| O príncipe Philip pratica a condução de carruagens como esporte. Para ajudar a esposa de seu afilhado, Lady Romsey, a lidar com a morte de uma criança, Philip a apresenta ao esporte. O amigo radiologista de Diana, James Colthurst, é abordado por Andrew Morton, que planeja escrever um livro sobre o casamento da princesa. Para evitar o contato direto entre Diana e Morton, Colthurst recebe perguntas de Morton para entregar a Diana, então transporta suas respostas para Morton. Philip ouve rumores de Lady Romsey de que um livro está sendo escrito sobre Diana com sua cooperação. Colthurst é derrubado de sua bicicleta por uma van e a casa de Morton é arrombada. Philip visita Diana, avisando-a contra minar o sistema. O livro de Morton é publicado, causando tensões entre Diana e a família real. |              |                                                              |                     |                                   |                       |
| 43 | 3            | "Mou Mou"                                                    | Alex Gabassi        | Peter Morgan                      | 9 de novembro de 2022 |
| Em 1946, Mohamed Al-Fayed, um vendedor ambulante em Alexandria, Egito, tem um breve encontro com o Duque e a Duquesa de Windsor. Mohamed se casa e tem um filho, Dodi Fayed. Em 1979, Mohamed, agora um rico empresário, compra o Hôtel Ritz Paris. Em uma recepção comemorando a aquisição, Mohamed faz Dodi dispensar um garçom negro chamado Sydney Johnson. No entanto, ao saber que Johnson era o valete do Duque de Windsor, ele contrata Johnson para ser seu valete para ensiná-lo costumes e maneiras britânicas e ajudá-lo a se aproximar da família real britânica. Mohamed compra a loja de departamentos Harrods e Dodi, com a ajuda de Mohamed, financia o filme Chariots of Fire. Após a morte da duquesa em 1986, Mohamed arrenda a villa parisiense de Windsor e, com a supervisão de Johnson, a restaura e a renomeia de Villa Windsor. Mohamed convida a rainha para visitar a vila; em vez disso, ela envia seu secretário particular para tomar posse da propriedade dos Windsor. Johnson morre logo depois. No Royal Windsor Horse Show, Mohamed é novamente rejeitado pela rainha, que envia Diana para substituí-la. Mohamed apresenta Diana a Dodi.                                                                                        |              |                                                              |                     |                                   |                       |
| 44 | 4            | "Annus Horribilis"                                           | May el-Toukhy       | Peter Morgan                      | 9 de novembro de 2022 |
| Em 1992, após mais de 35 anos sem contato, a princesa Margaret recebe uma carta de Peter Townsend, informando que ele visitará Londres para participar de uma recepção de veteranos. Margaret decide ir ao evento e passa a noite na companhia de Townsend. Townsend diz a ela que pretende dar a ela as cartas que ela escreveu para ele durante o tempo que passaram juntos por segurança, pois ele não tem muito tempo de vida. Os filhos da rainha continuam a ter dificuldades conjugais: o príncipe Andrew separa-se de Sarah, Duquesa de York, depois de terem sido publicadas nos jornais fotos comprometedoras dela, a princesa Anne anuncia a sua intenção de se casar com Timothy Laurence após o divórcio com Mark Phillips, e o príncipe Charles volta a falar sobre um divórcio com Diana para a rainha após a publicação do livro de Morton. Um grande incêndio irrompe no Castelo de Windsor. Margaret confronta a rainha, ainda furiosa por ela ter proibido o casamento com Townsend, quando Anne, em circunstâncias idênticas, tem permissão para se casar com Laurence. Em um almoço para marcar seu Jubileu de Rubi, a rainha faz um discurso no qual descreve 1992 como um "annus horribilis".                                                |              |                                                              |                     |                                   |                       |
| 45 | 5            | "The Way Ahead" "O Que Vem pela Frente" (BR)                 | May el-Toukhy       | Jonathan D. Wilson & Peter Morgan | 9 de novembro de 2022 |
| Príncipe Charles e Diana se separam formalmente. Um tablóide publica transcrições de uma conversa telefônica íntima entre Charles e Camilla Parker Bowles três anos antes. Um grupo informal de assessores começa a se reunir regularmente para sugerir formas de melhorar a imagem da monarquia, mas, efetivamente presidido pelo príncipe Philip, são discutidas apenas pequenas medidas. Para melhorar sua imagem pública após 'Tampongate', Charles aparece no documentário Charles: The Private Man, the Public Role com Jonathan Dimbleby. Diana e Camilla enfrentam maior atenção da imprensa; Diana participa de um evento usando o "vestido de vingança". A princesa Anne relata aos membros da realeza que, longe de deixar o escândalo acabar com o irmão, Charles está emergindo mais forte e, para surpresa da rainha, está montando um círculo de conselheiros para trabalhar em sua agenda progressista, para combater o grupo do "caminho a seguir" (que ele chama de grupo "atrasado"). Charles continua seu trabalho com o The Prince's Trust para ajudar jovens carentes em todo o país. |              |                                                              |                     |                                   |                       |
| 46 | 6            | "Ipatiev House" "Casa Ipatiev" (BR)                          | Christian Schwochow | Peter Morgan                      | 9 de novembro de 2022 |
| Em 1917, o rei George V e a rainha Mary são solicitados pelo governo britânico a apoiar o envio de um navio de guerra para a Rússia para levar a família Romanov - czar Nicolau II, czarina Alexandra, suas quatro filhas e seu filho czarevich Alexei - para o Reino Unido. Na Casa Ipatiev em Yekaterinburg, os Romanov são executados por bolcheviques locais. Nos dias atuais, a rainha recebe o presidente russo Boris Yeltsin no Palácio de Buckingham. Yeltsin convida a rainha para uma visita de Estado à Rússia. A rainha, lembrando que Yeltsin executou a ordem de demolir a Casa Ipatiev, impõe como condição para que os restos mortais dos Romanov sejam exumados e enterrados novamente. Yeltsin concorda, e o príncipe Philip ajuda a identificar os restos mortais por meio de perfis de DNA, fornecendo suas amostras. Na visita de Estado à Rússia, Philip admite à rainha que procurou companhia intelectual em outro lugar, sendo a amiga mais próxima Lady Romsey. A rainha convida Lady Romsey para fazer uma aparição pública ao lado da família real para dissipar rumores de impropriedade. |              |                                                              |                     |                                   |                       |
| 47 | 7            | "No Woman's Land" "Nem uma coisa, nem outra" (BR)            | Erik Richter Strand | Peter Morgan                      | 9 de novembro de 2022 |
| O príncipe William começa a frequentar o Eton College. Diana luta com sua separação e a mudança no relacionamento com seu filho. Martin Bashir, jornalista do programa de atualidades da BBC Panorama, usa extratos bancários falsos para ganhar a confiança do conde Charles Spencer, irmão de Diana. Bashir afirma que os funcionários de Charles e Diana estão espionando para os serviços de segurança. Diana conhece o cirurgião Hasnat Khan. William confidencia à rainha que às vezes se preocupa com sua mãe. Diana fica pelo hospital até ter outro encontro com Khan. O conde Charles Spencer apresenta Diana a Bashir; Bashir convence Diana a filmar uma entrevista ao Panorama para contar sua versão da história em resposta ao documentário do príncipe Charles. Diana e Khan assistem a um filme juntos e depois se beijam. Bashir encoraja os sentimentos de insegurança de Diana. |              |                                                              |                     |                                   |                       |
| 48 | 8            | "Gunpowder" "Pólvora" (BR)                                   | Erik Richter Strand | Peter Morgan                      | 9 de novembro de 2022 |
| Diana e Khan continuam seu relacionamento. Bashir e seu editor Steve Hewlett recebem autorização do diretor-geral da BBC, John Birt, para conduzir a entrevista. O conde Spencer observa inconsistências nas contas de Bashir e aconselha Diana a interromper o contato, mas Bashir convence Diana a continuar. Bashir e sua equipe filmam "An Interview with HRH The Princess of Wales" sob sigilo no apartamento de Diana no Palácio de Kensington na Noite de Guy Fawkes. Revendo a filmagem, Birt fica chocado com o conteúdo explosivo e tem dúvidas de deixá-lo ir ao ar, mas no final não o encerra. Diana informa a rainha da entrevista antes de sua data de transmissão, que a rainha observa que é o 48º aniversário de casamento dela e do príncipe Philip. |              |                                                              |                     |                                   |                       |
| 49 | 9            | "Couple 31" "Casal 31" (BR)                                  | Christian Schwochow | Peter Morgan                      | 9 de novembro de 2022 |
| A rainha escreve para Charles e Diana aconselhando-os a se divorciarem. Diana lida com as consequências da entrevista do Panorama e o fim de seu relacionamento com Khan. Com Charles e Diana incapazes de concordar com os termos do acordo para o divórcio, a rainha pede a John Major que aja como intermediário. Charles contrata os serviços do executivo de relações públicas Mark Bolland, que aconselha Charles a concordar com os termos para que Charles e Camilla possam melhorar sua imagem pública o mais rápido possível. Charles e Diana concordam em um acordo. Charles visita Diana em seu apartamento, onde os dois refletem sobre seu casamento. Dias depois, o divórcio de Charles e Diana é oficializado. |              |                                                              |                     |                                   |                       |
| 50 | 10           | "Decommissioned" "Fora de Serviço" (BR)                      | Alex Gabassi        | Peter Morgan                      | 9 de novembro de 2022 |
| O Partido Trabalhista liderado por Tony Blair venceu as eleições gerais do Reino Unido em 1997 com uma vitória esmagadora. Com Blair deixando claro que não financiará um novo iate com dinheiro dos contribuintes, e sua proposta de financiamento privado rejeitada pela rainha, ela decide aposentar o Britannia sem substituto. Diana e seus filhos são convidados por Mohamed Al-Fayed para férias em Saint-Tropez, no sul da França. Charles viaja para a China para fazer um discurso marcando a transferência de soberania de Hong Kong. Após a cerimônia de transferência, ele encontra Blair no Britannia para discutir a modernização da monarquia. Antes da desativação do Britannia, a rainha retorna ao iate para uma despedida privada. |              |                                                              |                     |                                   |                       |

## Recepção

### Avaliação da crítica
Para a quinta temporada, o Rotten Tomatoes relata 74% de aprovação de 81 avaliações, com uma classificação média de 6,9/10. Seu consenso crítico diz: "Em sua quinta temporada, é difícil afastar a sensação de que esta série perdeu um pouco de seu brilho - mas o drama viciante e um elenco excelente continuam sendo as jóias da coroa." No Metacritic, a temporada se manteve em uma pontuação de 66 de 100 com base em 35 críticos, indicando "críticas geralmente favoráveis".

### Comentários diversos
Após a morte da rainha em 2022, cresceram os pedidos para que a quinta temporada contivesse um aviso, já que estava sendo lançada logo após a morte da monarca.  Em outubro de 2022, a atriz vencedora do Óscar, Judi Dench, criticou o programa em uma carta aberta ao The Times, denunciando-o como "cruel e injusto com os indivíduos e prejudicial à instituição que eles representam".  Além disso, ela criticou abertamente os criadores do programa por terem "resistido a todos os pedidos para que eles carregassem um aviso no início de cada episódio", solicitando ainda que "a Netflix reconsiderasse - pelo bem de uma família e uma nação tão recentemente enlutada, como um sinal de respeito a um soberano que serviu seu povo tão obedientemente por 70 anos, e para preservar sua reputação aos olhos de seus assinantes britânicos". A Netflix eventualmente adicionou um aviso à página de sinopse do título do programa em seu site e à descrição do trailer da quinta temporada no YouTube, que descreveu a série como uma "dramatização fictícia" que foi "inspirada em eventos reais".